# Campagne-lès-Guines

Campagne-lès-Guines este o comună în departamentul Pas-de-Calais, Franța. În 1 ianuarie 2022 avea o populație de 414 de locuitori.